# Новопазарска тврђава са старом чаршијом и комплексом око Алтун-алем џамије
Новопазарска тврђава са старом чаршијом и комплексом око Алтин-алем џамије је просторна културно-историјска целина у Новом Пазару и обухвата део града на десној обали реке Рашке. 

## Историја
Ова целина је настала уз некадашњи Цариградски друм, а чаршијски простор започиње мостом над Рашком, а завршава се ханом "Граната", изграђеним средином 19. века, у време када је градња у овом делу Новог Пазара била најинтензивнија. Најзначајније грађевине целине су Новопазарска тврђава, очувани део старе чаршије и Алтин-алем џамија. У ову целину је укључено неколико споменика из периода 15.,16. и 17. века, насталих по доласку Турака, када је дуж старог Цариградског друма почело да се изграђује насеље, до тада концентрисано на супротној страни речног корита. Један од најстаријих сачуваних објеката у овом комплексу је “Чесма код Медресе” која је по досадашњим сазнањима подигнута је у 15. веку. Тада је настала и тврђава, а њен изградитељ је био један од најславнијих османлијских војсковођа Иса-бег Исхаковић. Тврђава је имала задатак да чува град у ратним временима. У оквиру ње постојала је и Аскерли (војничка) џамија, која је срушена за време Првог светског рата. Простор између репрезентативног Гази Иса-беговог хамама и тврђаве с једне стране, односно Алтун-алем џамије са мектебом с друге стране првобитно је био издељен на стамбене махале, док се развој чаршије везује за 19. век

## Изглед старе чаршије
У старој чаршији се налазио низ занатлијских и трговачких радњи, пекаре, ћевабџинице и бурегџинице. Биле су карактеристичних фасадних решења која доприносе оријенталном, до данас сачуваном изгледу целине. Дубоке стрехе и излози са ћепенцима дочаравају утисак трговачке четврти из прошлог века, а преовлађују пекаре грађене по јединственом типу. Бело окречених фасада и са елементима од дрвета (прозори у низу, тремови, стрехе), хан се непосредно везује за чаршијске објекте чинећи са њима јединствену градску целину велике амбијенталне вредности.

## Комплекс данас
Комплекс је проглашен за културно добро од изузетног значаја 1990. године, а стара чаршија данас има нарушен изглед целине.